# Leichtathletik-Weltmeisterschaften 2019/Teilnehmer (Marokko)
| Gelbes Symbol für Goldmedaillen mit stilisierten Olympischen Ringen | Graues Symbol für Silbermedaillen mit stilisierten Olympischen Ringen | Braundes Symbol für Bronzemedaillen mit stilisierten Olympischen Ringen |
| ------------------------------------------------------------------- | --------------------------------------------------------------------- | ----------------------------------------------------------------------- |
| —                                                                   | —                                                                     | 1                                                                       |

Der Leichtathletikverband von Marokko will an den Leichtathletik-Weltmeisterschaften 2019 in Doha teilnehmen. 17 Athletinnen und Athleten wurden vom marokkanischen Verband nominiert.

## Ergebnisse

### Frauen

#### Laufdisziplinen
| Athletin       | Disziplin    | Vorlauf     | Vorlauf | Halbfinale  | Halbfinale | Finale      | Finale |
| Athletin       | Disziplin    | Zeit        | Platz   | Zeit        | Platz      | Zeit        | Platz  |
| -------------- | ------------ | ----------- | ------- | ----------- | ---------- | ----------- | ------ |
| Halima Hachlaf | 800 m        | 2:01,50 min | 07      | 2:01,30 min | 16         | DNQ         | DNQ    |
| Malika Akkaoui | 800 m        | 2:03,40 min | 27      | DNQ         | DNQ        | –           | –      |
| Malika Akkaoui | 1500 m       | 4:08,05 min | 16      | 4:16,83 min | 20         | DNQ         | DNQ    |
| Rababe Arafi   | 800 m        | 2:03,44 min | 29      | 2:00,80 min | 11         | 2:00,48 min | 7      |
| Rababe Arafi   | 1500 m       | 4:08,32 min | 19      | 4:14,94 min | 14         | 3:59,93 min | 9      |
| Lamiae Lhabz   | 400 m Hürden | 58,44 s     | 35      | DNQ         | DNQ        | –           | –      |

### Männer

#### Laufdisziplinen
| Athlet                 | Disziplin        | Vorlauf      | Vorlauf | Halbfinale  | Halbfinale | Finale         | Finale |
| Athlet                 | Disziplin        | Zeit         | Platz   | Zeit        | Platz      | Zeit           | Platz  |
| ---------------------- | ---------------- | ------------ | ------- | ----------- | ---------- | -------------- | ------ |
| Oussama Nabil          | 800 m            | 1:46,17 min  | 20      | DSQ HF      | DSQ HF     | –              | –      |
| Mostafa Smaili         | 800 m            | 1:45,27 min  | 02      | 1:45,78 min | 12         | DNQ            | DNQ    |
| Mouad Zahafi           | 800 m            | 1:46,56 min  | 27      | DNQ         | DNQ        | –              | –      |
| Abdelaati Iguider      | 1500 m           | 3:37,44 min  | 14      | 3:42,23 min | 25         | DNQ            | DNQ    |
| Brahim Kaazouzi        | 1500 m           | DNS          | DNS     | –           | –          | –              | –      |
| Hicham Ouladha         | 1500 m           | 3:39,86 min  | 33      | DNQ         | DNQ        | –              | –      |
| Soufiane Bouqantar     | 5000 m           | 14:03,16 min | 31      |             |            | DNQ            | DNQ    |
| Mohamed Reda el-Aaraby | Marathon         |              |         |             |            | DNF            | DNF    |
| Hamza Sahli            | Marathon         |              |         |             |            | 2:11:49 h      | 8      |
| Abdelkarim Ben Zahra   | 3000 m Hindernis | 8:36,67 min  | 36      |             |            | DNQ            | DNQ    |
| Soufiane el-Bakkali    | 3000 m Hindernis | 8:17,96 min  | 07      |             |            | 8:03,76 min SB | Bronze |
| Mohamed Tindouft       | 3000 m Hindernis | DNF          | DNF     |             |            | –              | –      |

#### Sprung/Wurf
| Athlet         | Disziplin  | Qualifikation | Qualifikation | Finale     | Finale |
| Athlet         | Disziplin  | Weite/Höhe    | Platz         | Weite/Höhe | Platz  |
| -------------- | ---------- | ------------- | ------------- | ---------- | ------ |
| Yahya Berrabah | Weitsprung | 7,37 m        | 26            | DNQ        | DNQ    |